# Panamá Viejo
Panamá la Vieja o Panamá Viejo es el nombre que recibe el sitio arqueológico donde estuvo ubicada la ciudad de Panamá desde su fundación en 1519, hasta 1671. Su primer nombre fue Nuestra Señora de la Asunción de Panamá. La ciudad fue trasladada a una nueva ubicación, unos diez kilómetros al suroeste, al quedar destruida tras un ataque del pirata inglés Henry Morgan, a comienzos de la década de 1670. Considerada como el primer asentamiento europeo en la costa pacífica de América, quedan hoy varias ruinas que conforman este sitio arqueológico.

## Toponimia
El nombre Nuestra Señora de la Asunción se debe a que fue fundada el 15 de agosto de 1519, día en que se celebra a Nuestra Señora de la Asunción. El nombre Panamá viene de la españolización del término cueva Panamá, que según Pascual de Andagoya, significa "abundancia de peces" o "abundancia de pescado y mariposas"; y por el árbol homónimo, debido a la exuberancia de este, en donde se estableció dicho asentamiento.

Se ha sugerido que «Panamá», era el nombre de una aldea de indígenas pescadores, asentados en la ribera del Mar del Sur, porque en una carta del año de 1516, para el Rey, don Fernando y su hija, la princesa doña Juana, Pedro Arias de Ávila, escribió: 
«Vuestras Altezas sabrán que Panamá es una pesquería en la Costa del Mar del Sur e por pescadores dicen los indios Panamá».

## Historia

### Fundación
La Ciudad de Panamá, fundada por un español de origen judeoconverso, don Pedro Arias Dávila, más conocido como Pedrarias Dávila, el 15 de agosto de 1519, día de Nuestra Señora de la Asunción. Esta ciudad reemplazó a Santa María la Antigua del Darién y Acla, convirtiéndose en la capital de Castilla del Oro. El 15 de septiembre de 1521, mediante Real Cédula, recibió el título de Ciudad y un escudo de armas conferido por Carlos I de España así como su lema oficial: Muy Noble y Muy Leal Ciudad de Panamá.
Esta nueva población española se estableció en una zona originalmente ocupada por una comunidad aborigen; por esta razón, en este sitio se han encontrado evidencias arqueológicas de culturas precolombinas.
Desde este lugar partieron las expediciones que conquistaron el Imperio inca del Perú en 1532 y fue escala de una de las más importantes rutas comerciales del continente americano, que llevaba a las famosas ferias de Nombre de Dios y Portobelo, por donde pasaba la mayor parte del oro y la plata extraída de las minas que los españoles explotaban en América.
Para 1541 la ciudad tenía unos 4000 habitantes; entre españoles, indígenas y esclavos africanos. En 1607, la urbe contaba con varias calles, una plaza mayor y otras dos plazuelas.

### Condiciones y ataque de Henry Morgan

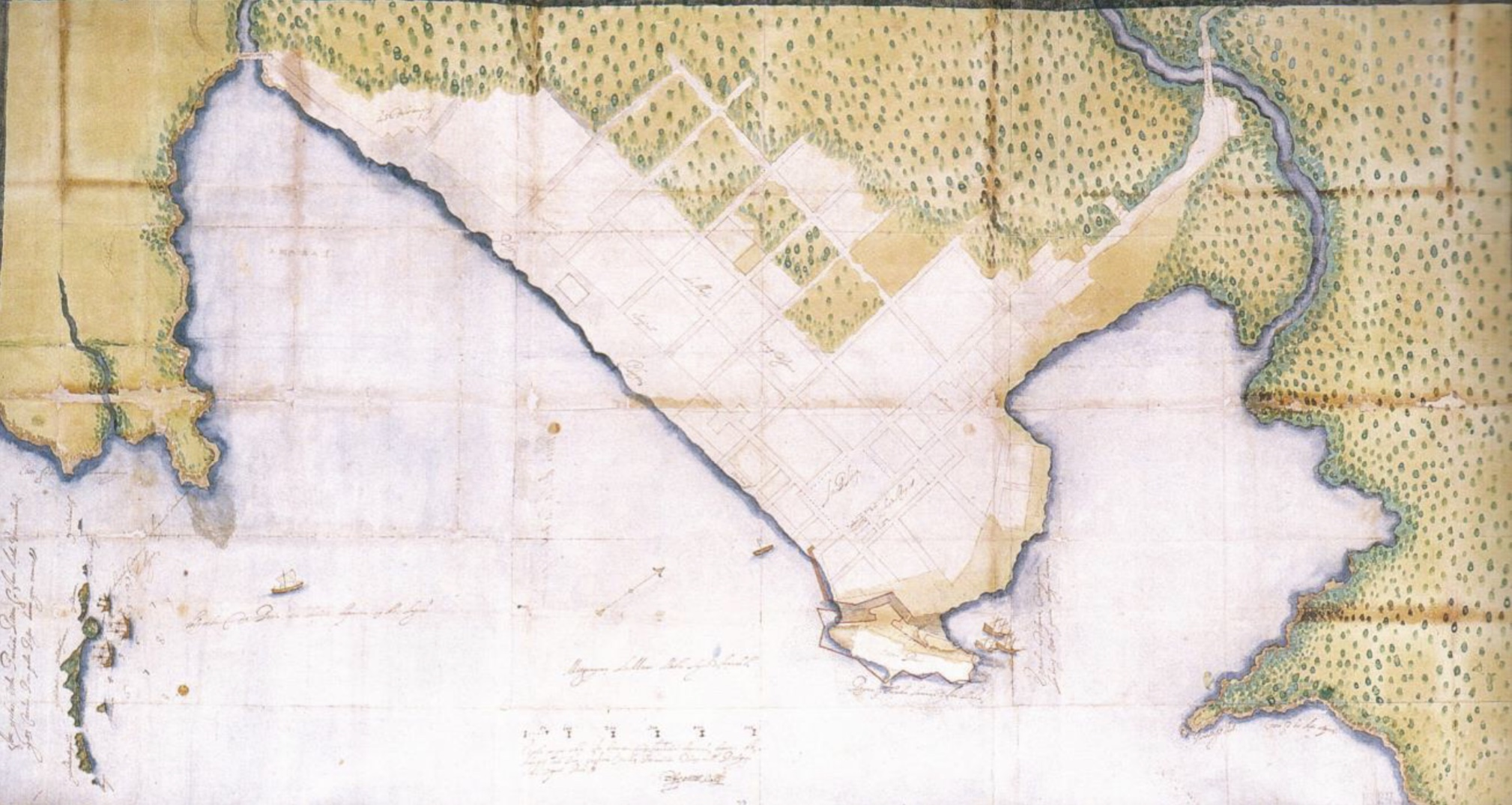
Mapa de la Ciudad de Panamá en 1609, realizado por Cristóbal De Roda. Este mapa muestra una “ciudad evolucionada” con calles más rectas, manzanas ortogonales y una plaza marcadamente rectangular.

Pese al desarrollo alcanzado, las condiciones del lugar no fueron las mejores desde un principio. La escasez de agua potable era una de las principales dificultades, lo que obligó a sus moradores a construir varios pozos y cisternas. La ciudad fue azotada por al menos tres incendios devastadores y por un terremoto, en 1621. También fue asediada, en varias ocasiones, por piratas. El peor de estos asedios fue el comandado por el pirata británico Henry Morgan, quien llegó al lugar el 28 de enero de 1671 y permaneció allí hasta el 24 de febrero. Fueron los propios españoles por orden del gobernador Juan Pérez De Guzmán, y no Morgan, los que destruyeron la ciudad al volar los depósitos de explosivos.

#### La nueva ciudad
En busca de una nueva ubicación, que permitiera la construcción de un mejor sistema defensivo, la ciudad fue trasladada a una península cercana, ubicada unos diez kilómetros más al suroeste, en lo que hoy es considerado como el Casco Antiguo de la Ciudad de Panamá. El sitio original estuvo abandonado por varios años, hasta que sus ruinas fueron paulatinamente recuperadas.

### Actualidad
El conjunto fue declarado como Monumento Histórico en 1976. En 1995, se creó el Patronato de Panamá Viejo, una fundación sin ánimo de lucro, que por varios años ha venido trabajando en la restauración y acondicionamiento del lugar. La Unesco lo declaró como Patrimonio de la Humanidad en el 2003. El sitio se ha convertido en una de las atracciones turísticas más populares de la ciudad.

## Sitios de interés

### Catedral de Nuestra Señora de la Asunción

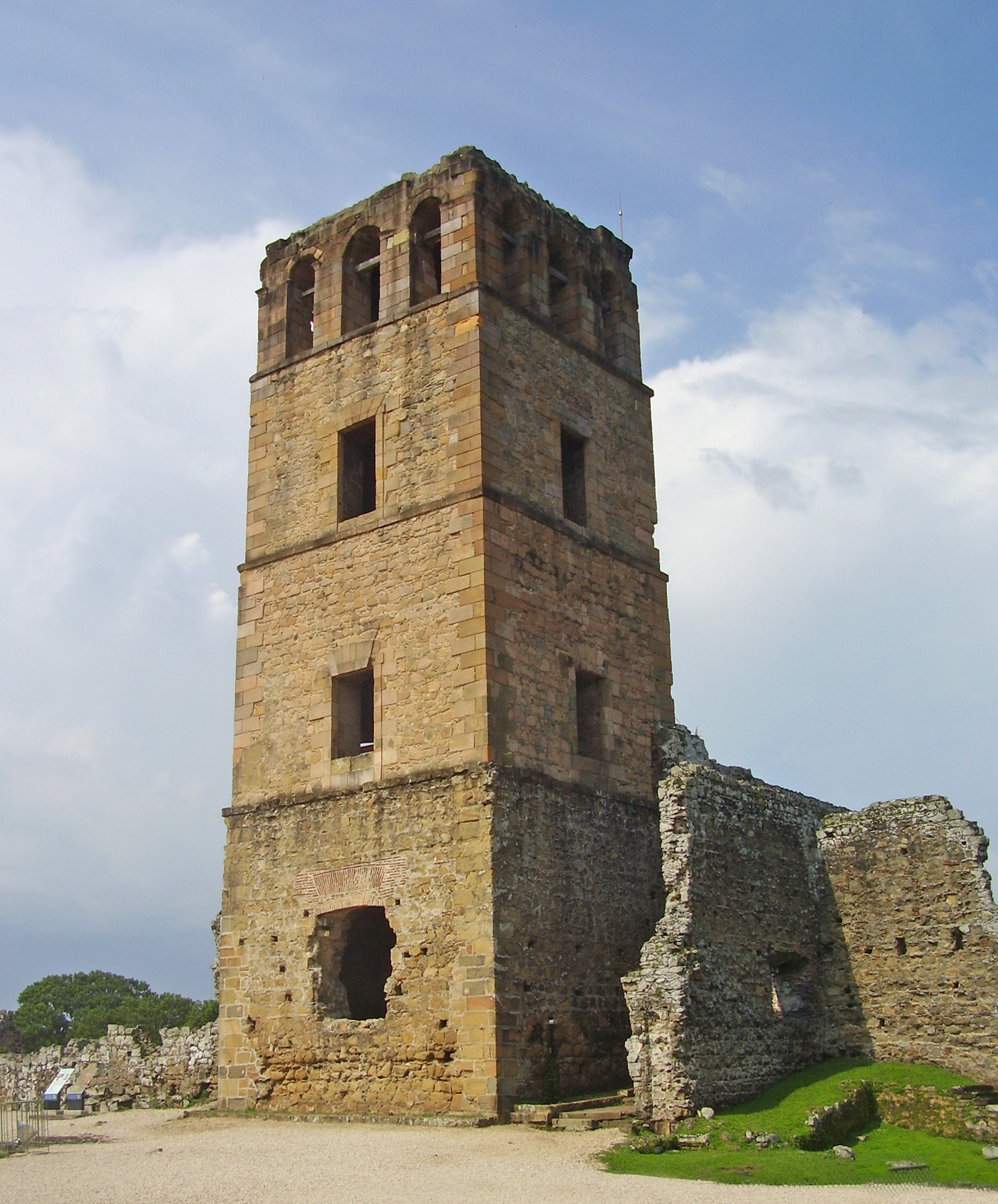
Torre de la catedral dedicada a Nuestra Señora de la Asunción. Fue usada como atalaya y campanario.

Frente a la antigua Plaza Mayor se encuentran las ruinas de la Catedral de Nuestra Señora de la Asunción; cuya torre, de treinta metros de altura, está inusualmente ubicada junto al ábside. Se dio su construcción por medio del Obispo Fray Tomás de Berlanga en 1535. Originalmente de madera, la catedral fue reconstruida con mampostería, entre 1619 y 1626. Las ruinas de la torre fueron intervenidas arquitectónicamente para permitir que los visitantes pudieran usarla como mirador. Este cuenta con 115 escalones divididos en 3 niveles cada nivel cuenta con una plataforma para descanso e información museográfica.

### Convento de la Concepción

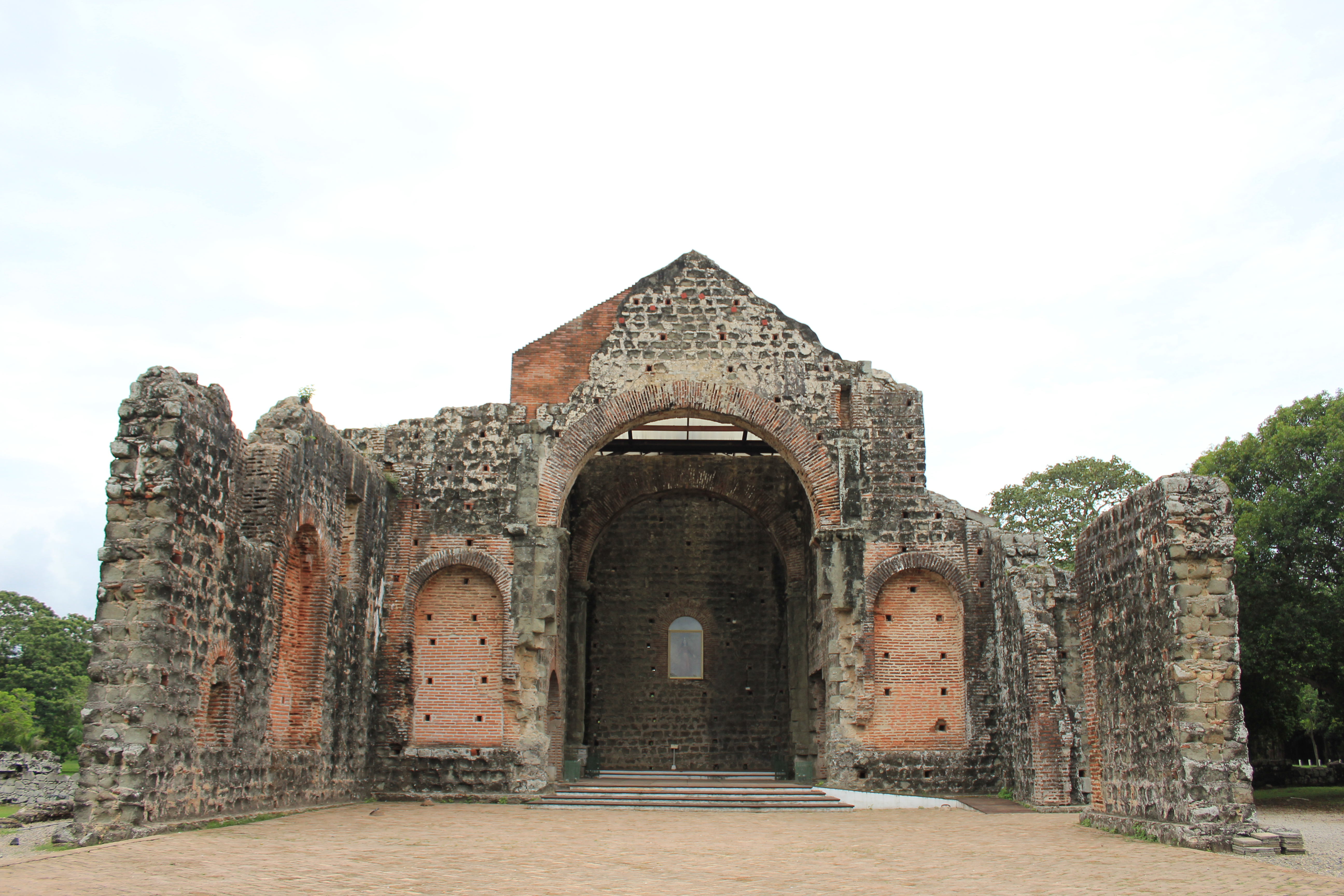
Ruinas del Convento de la Concepción, fue conformado por monjas concepcionistas y fue uno de los más grandes de la antigua Ciudad de Panamá.

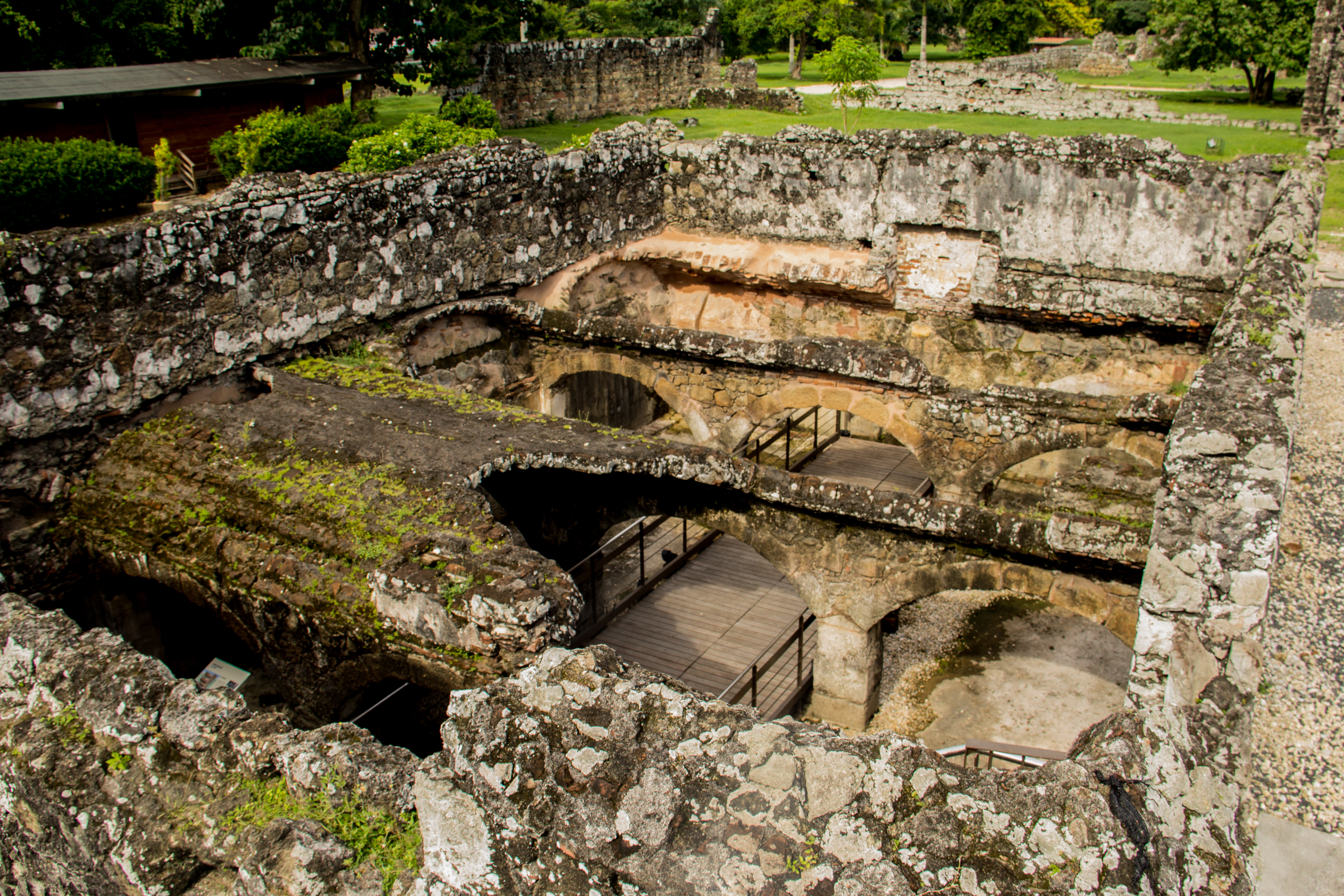
Restos de la cisterna en las ruinas del convento de la Concepción. Los pozos y cisternas abundaban en la ciudad debido a la escasez de agua potable.

El conjunto arquitectónico formado por la Iglesia y el Convento de la Concepción fue sede de la única congregación religiosa femenina que fue implantada en Panamá durante la colonia, uno de los más grandes de la ciudad. Las monjas de Nuestra Señora de la Concepción fundaron su comunidad en 1598, cuando llegaron de Lima las primeras cuatro religiosas. Su congregación fue en aumento y para 1604 las monjas ya tenían una iglesia y un claustro, que resultaron muy dañados por el terremoto de 1621. Hacia 1640 se empezó una nueva iglesia de calicanto, la cual estaba inconclusa cuando sobrevino el ataque a la ciudad en 1671. En los predios del convento, que llegó a ocupar dos manzanas, también pueden verse hoy las ruinas de una gran cisterna, único en su tipo dentro de la ciudad. El convento fue sometido a un proceso de conservación e intervención que ha facilitado su transformación en uno de los principales espacios de recepción de visitantes y actividades.

#### Cisterna
Construida a mediados del siglo XVII, posee unas dimensiones considerables, pudiendo acumular en su amplio interior más de 124000 litros de agua. Se halla rodeado de un muro de mampostería y cuenta con cuatro bóvedas sostenidas por arcos y columnas de piedra.

### Cabildo

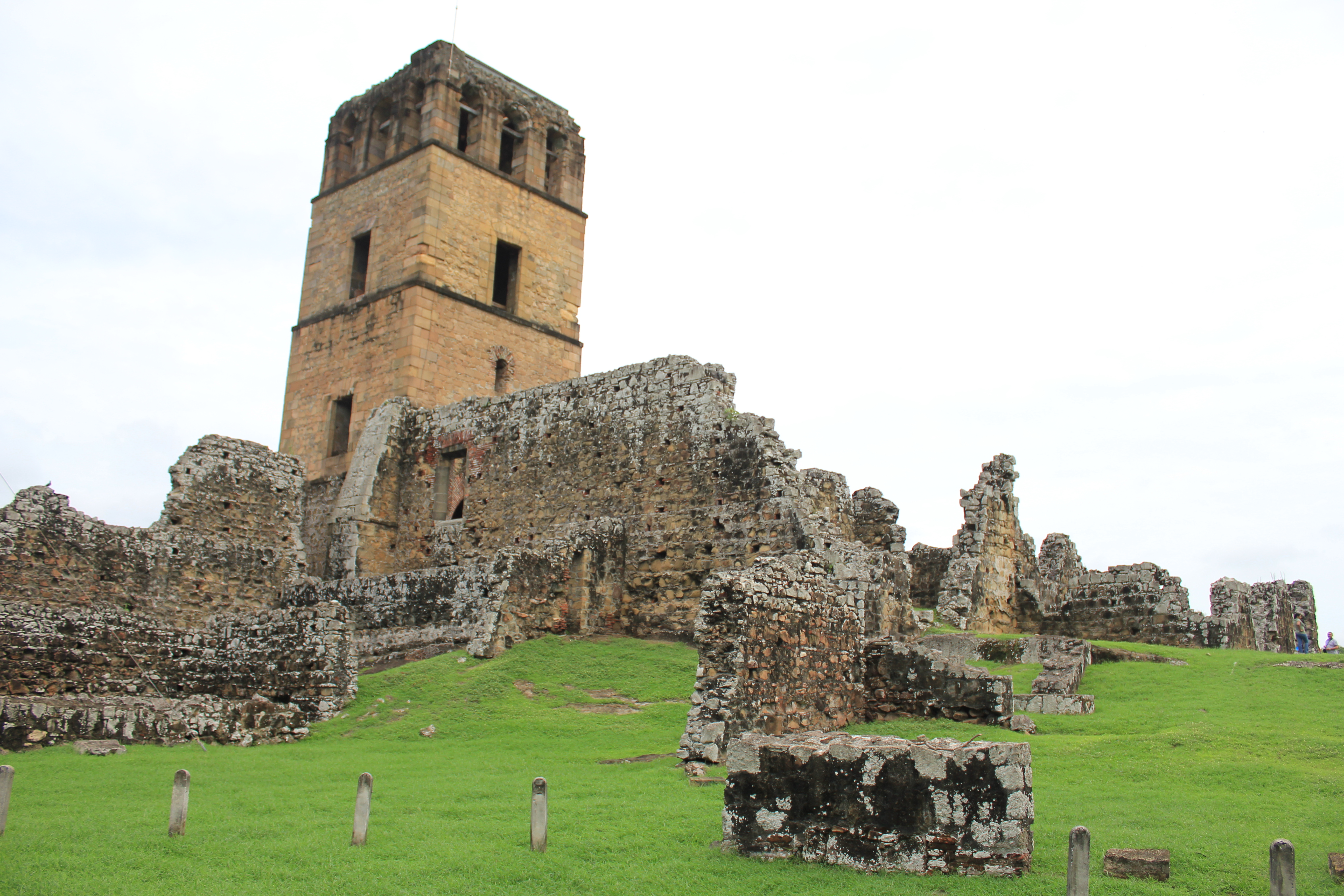
El cabildo frente a la catedral, era la entidad encargada de la ciudad.

El Ayuntamiento panameño se instituyó en 1521, cuando Carlos V otorgó a Panamá el título de ciudad. Dentro de las edificaciones del gobierno, el Cabildo era la segunda en importancia de la ciudad, después de las Casas Reales. Aproximadamente en 1540 se levantaron unas casas, que funcionaron inicialmente como vivienda particular del alcalde. Pero no habían sido aún terminadas cuando un incendio las destruyó. No fue hasta 1583 que finalmente se logró construir un edificio para celebrar las reuniones del Cabildo. Se trataba de una construcción de mampostería de tres lumbres en cuadro, de dos pisos, próxima a la Catedral. El temblor de 1621 destruyó el edificio, que para 1640 ya se había alzado nuevamente.

### Convento de la Compañía de Jesús

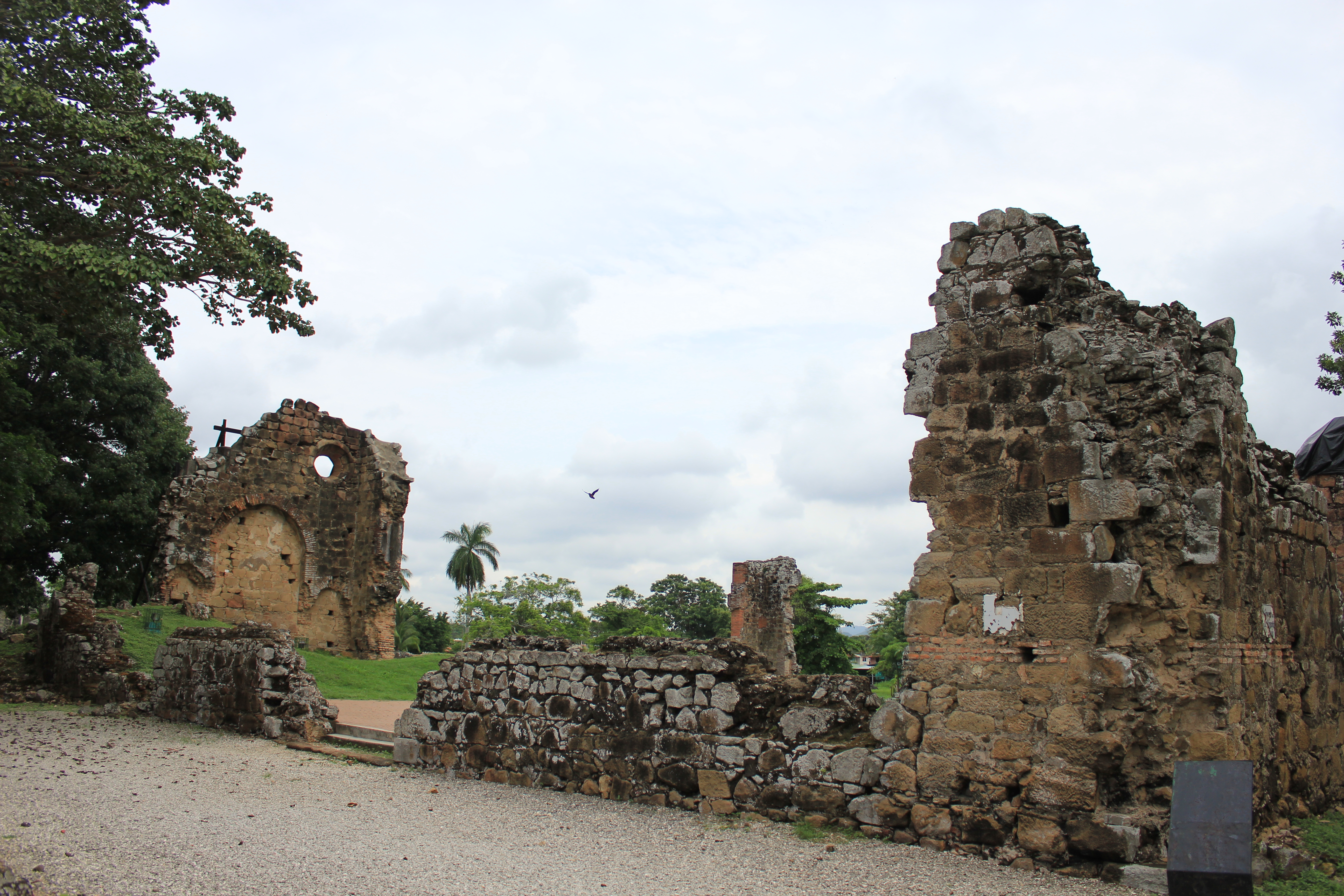
Ruinas del Convento de la Compañía de Jesús. Este ha ejercido los trabajos de la Catedral múltiples veces.

El Convento de la Compañía de Jesús 1578 fue fundado por el sacerdote jesuita Miguel de Fuentes, siendo uno de los últimos conventos en fundarse en Panamá, ubicado cerca de la Plaza Mayor. Al principio fue construido de madera, no fue hasta principios del siglo XVII que el convento empezó a reconstruirse con piedra y estructuras de fábrica. La obra se hizo de acuerdo a los planos del sacerdote Andrés Alonso de Valladolid, arquitecto que se encontraba en Panamá en 1610, y en su construcción participaron todos los miembros de la orden. El convento era alto y tenía tres naves. El claustro principal contaba con una galería de madera, de la cual, actualmente, sólo se encuentran las bases de las columnas y de los cimientos. Las ruinas de calicanto que hoy pueden verse, correspondientes a la iglesia y al claustro principal, datan del período posterior al terremoto de 1621. La orden jesuítica se dedicó principalmente a la catequización de los indígenas y a la enseñanza pública. Después de la Catedral, la Compañía de Jesús debió ser el templo conventual prestigioso de Panamá en el siglo XVII ya que ejerció como Catedral cuando esta se encontraba en ruinas o en obras. Este convento ha sido intervenido para crear espacios destinados a la enseñanza de la historia colonial de Panamá a los visitantes.

#### Otras edificaciones
Algunas otras son las del cabildo, la Compañía de Jesús y los conventos de San Francisco, de la Merced y de San Juan de Dios. Se encuentran aquí también los vestigios de dos puentes: el del Rey, que comunicaba el Camino Real y el del Matadero, que comunicaba el Camino de Cruces; así como de un antiguo fuerte, el Fortín de la Natividad, que protegía el lado oeste de la ciudad y las Casas Terrín y Alarcón. Además, el Patronato de Panamá Viejo ha creado en este sitio un museo y un Centro de Investigaciones Patrimoniales (CIP); este último dedicado a la investigación en historia, arqueología, ecología, conservación de bienes y gestión de sitios de interés patrimonial. La extensión territorial entre 5000 a 8000.

### Museo de la Plaza Mayor
Además, el Patronato de Panamá Viejo ha creado en este sitio un museo y un Centro de Investigaciones Patrimoniales (CIP); este último dedicado a la investigación en historia, arqueología, ecología, conservación de bienes y gestión de sitios de interés patrimonial. La extensión territorial entre 5000 a 8000.
Actualmente, al costado de la antigua Plaza Mayor, se puede visitar el Museo de Sitio de la Plaza Mayor, que cuenta con distintas salas para contar su historia a lo largo de 1500 años y una maqueta que recrea la extensión de la ciudad antigua. Este museo está dividido en tres capas: la prehispánica, la colonial y la moderna.

### Galería de imágenes

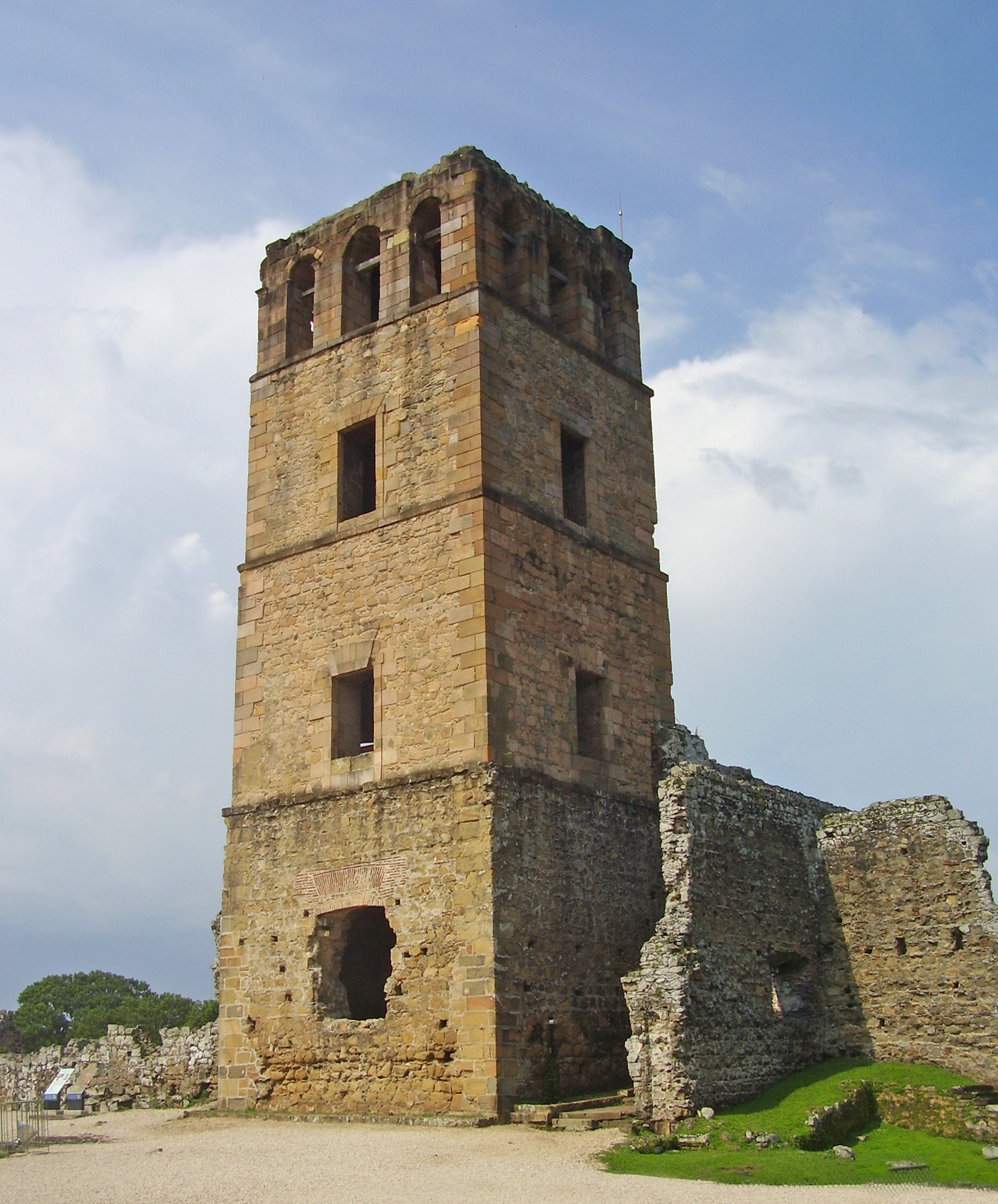
Torre de la catedral dedicada a Nuestra Señora de la Asunción. Fue usada como atalaya y campanario.
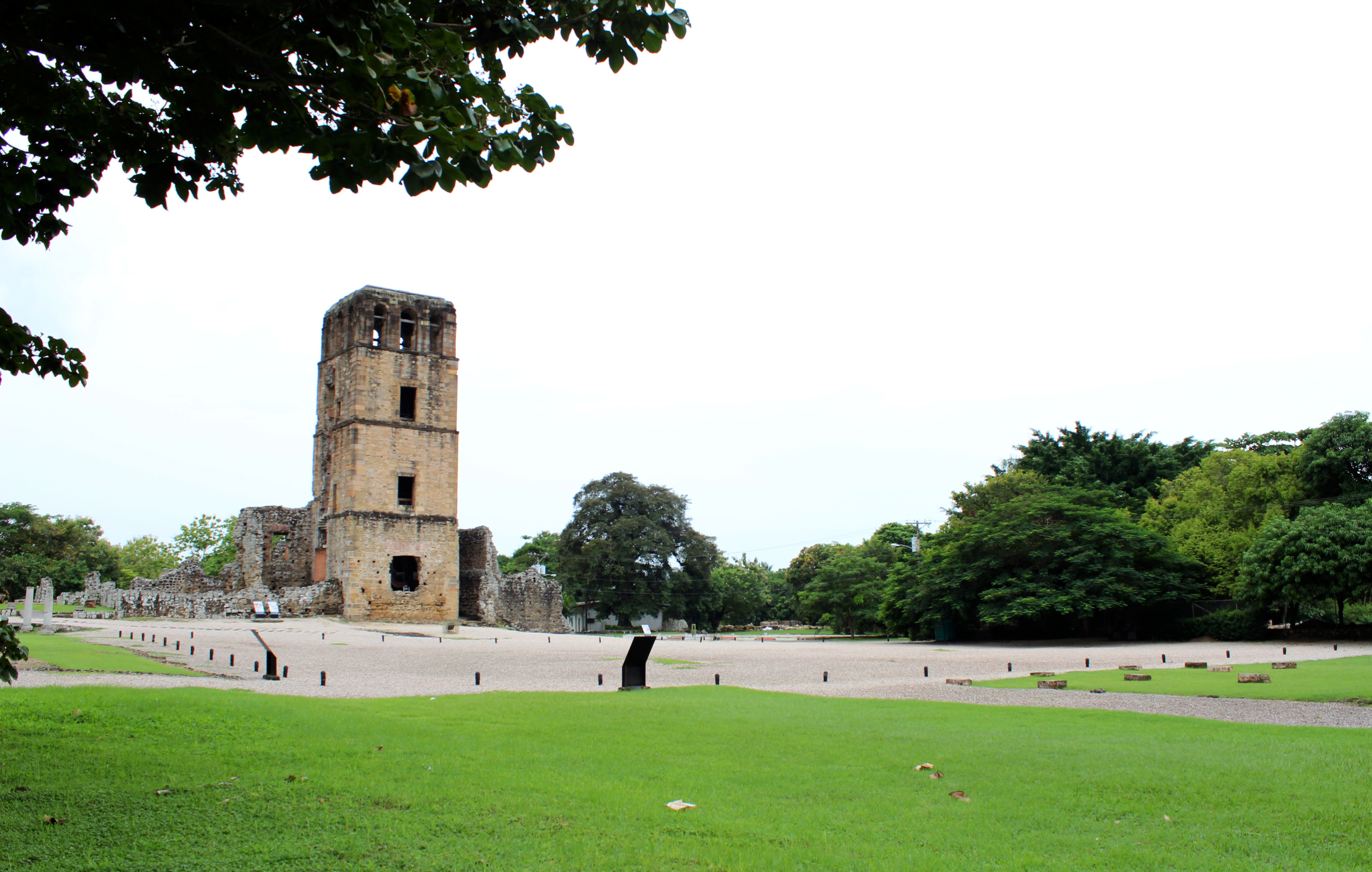
La Plaza Mayor. Era el lugar de reunión de los habitantes de la ciudad.
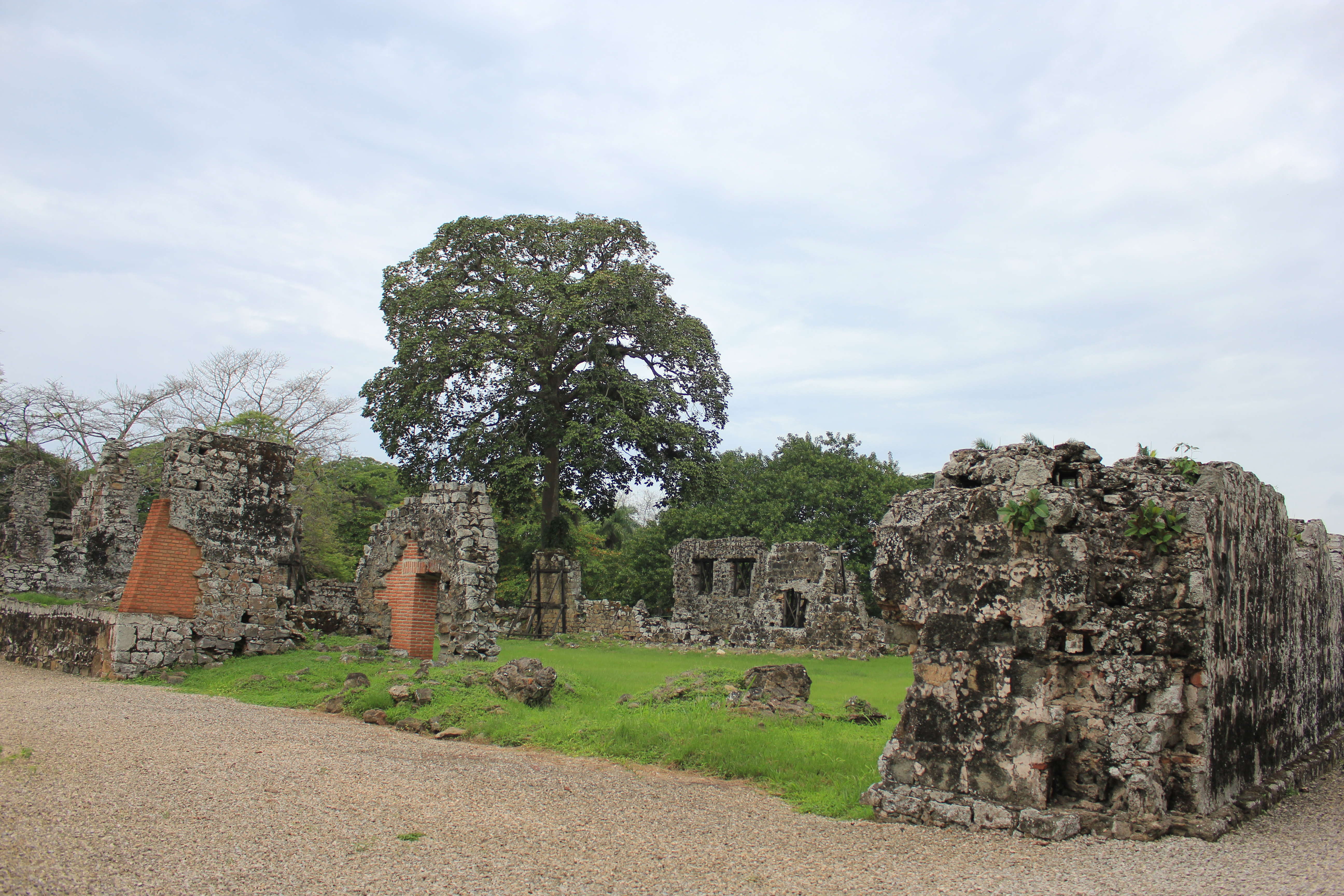
Ruinas del convento de Santo Domingo.
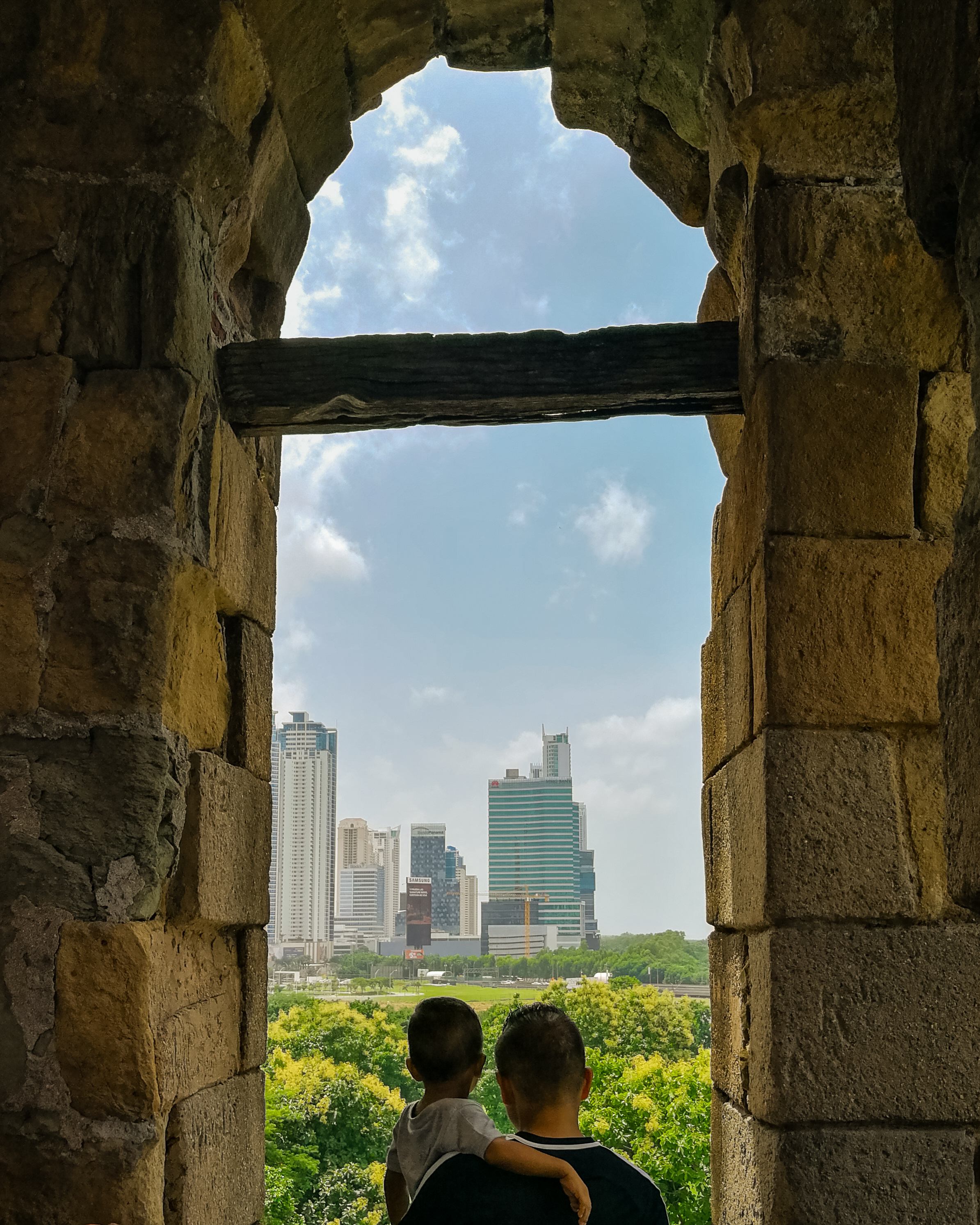
Vista desde la torre del campanario.
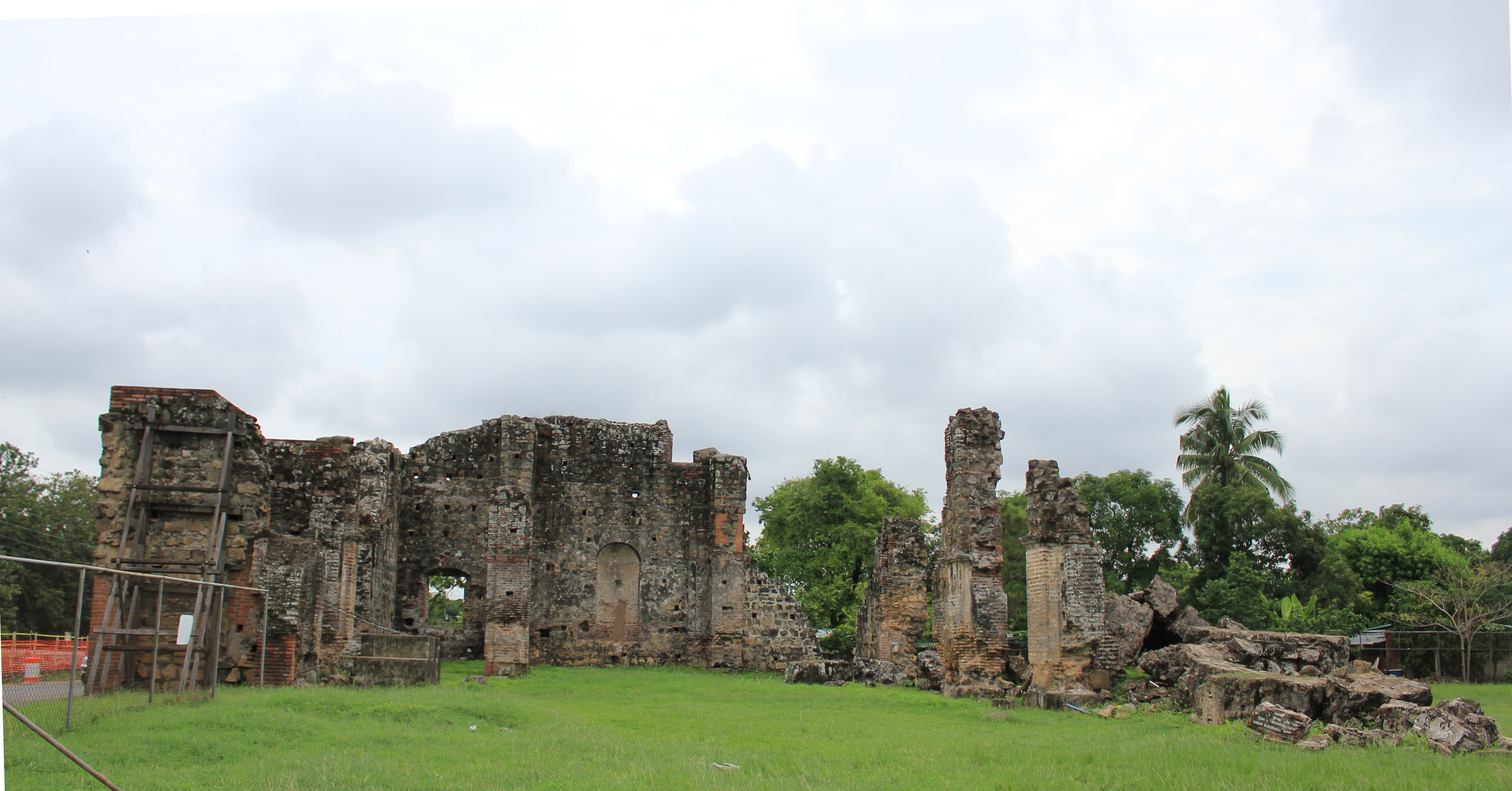
Ruinas del convento de San José. Fue uno de los conventos más alejados de la plaza mayor.
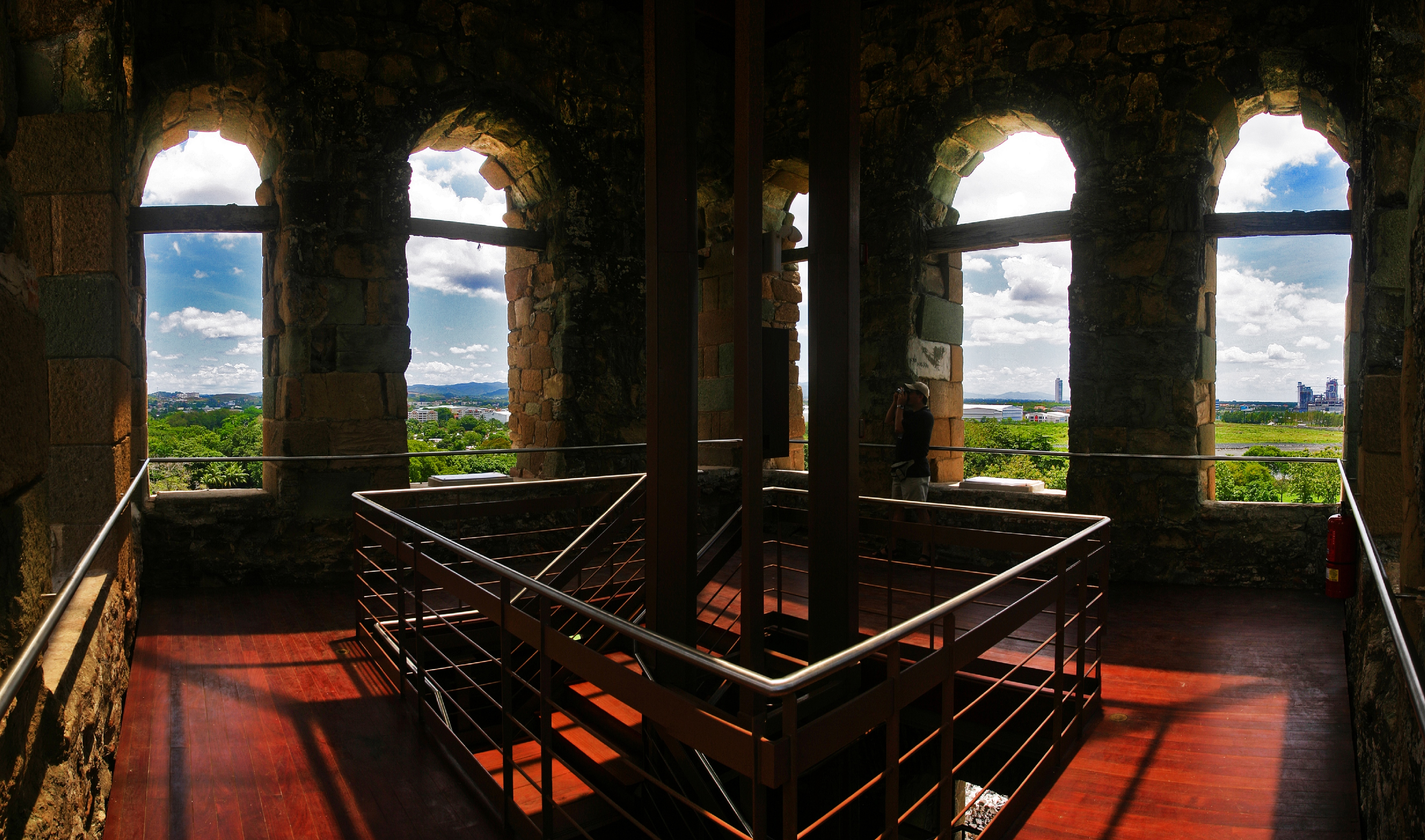
Torre de la catedral desde adentro.
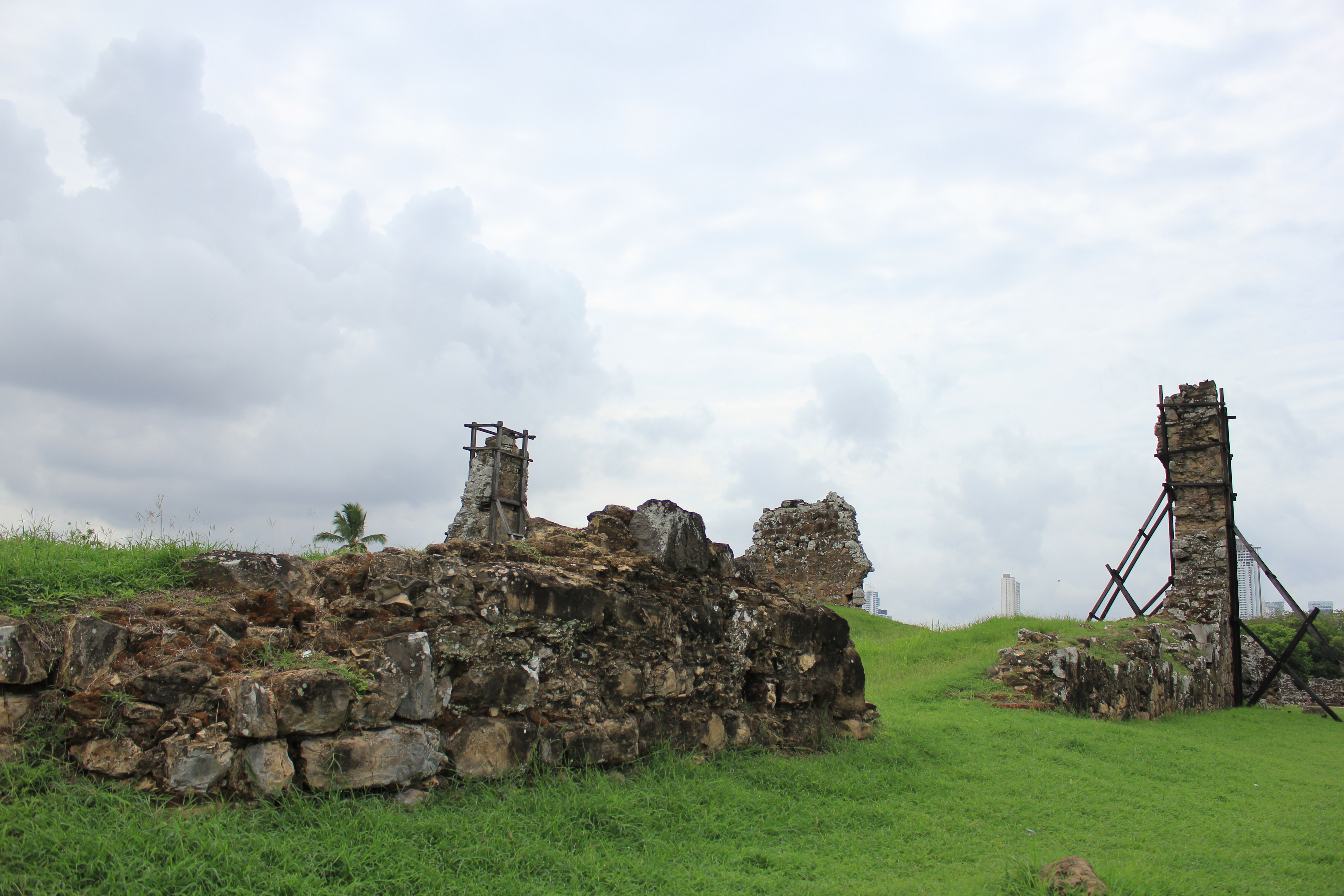
Ruinas del convento de San Francisco. Fue uno de los conventos más grandes de la ciudad.
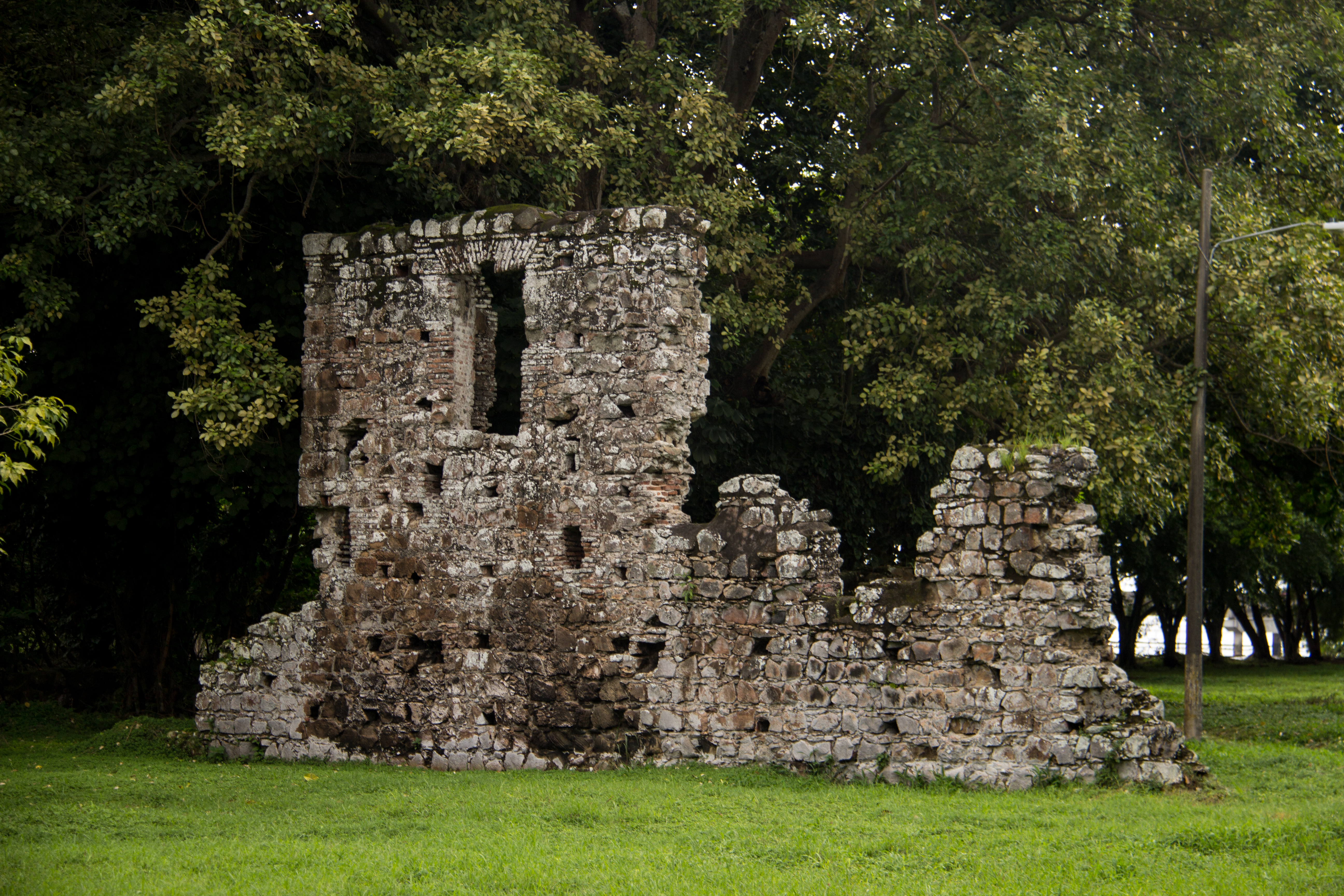
Casa de los Genoveses. Propiedad de los mercaderes genoveses Domingo Grillo y Ambrosio Lomelin, fue sede del comercio de esclavos.
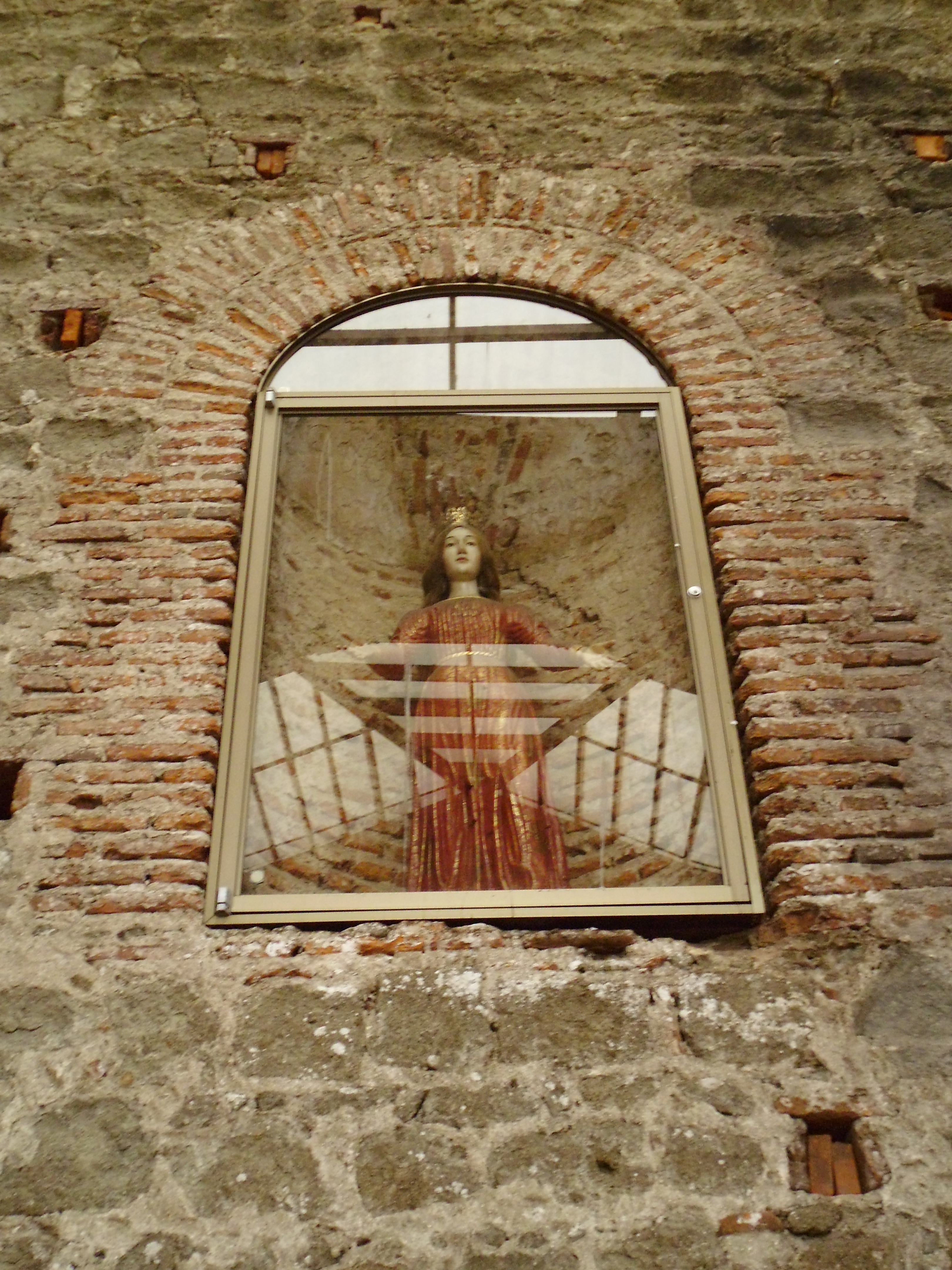
Retablo de Nuestra Señora de Gracia en el Altar Mayor de las Ruinas del Convento de la Concepción.
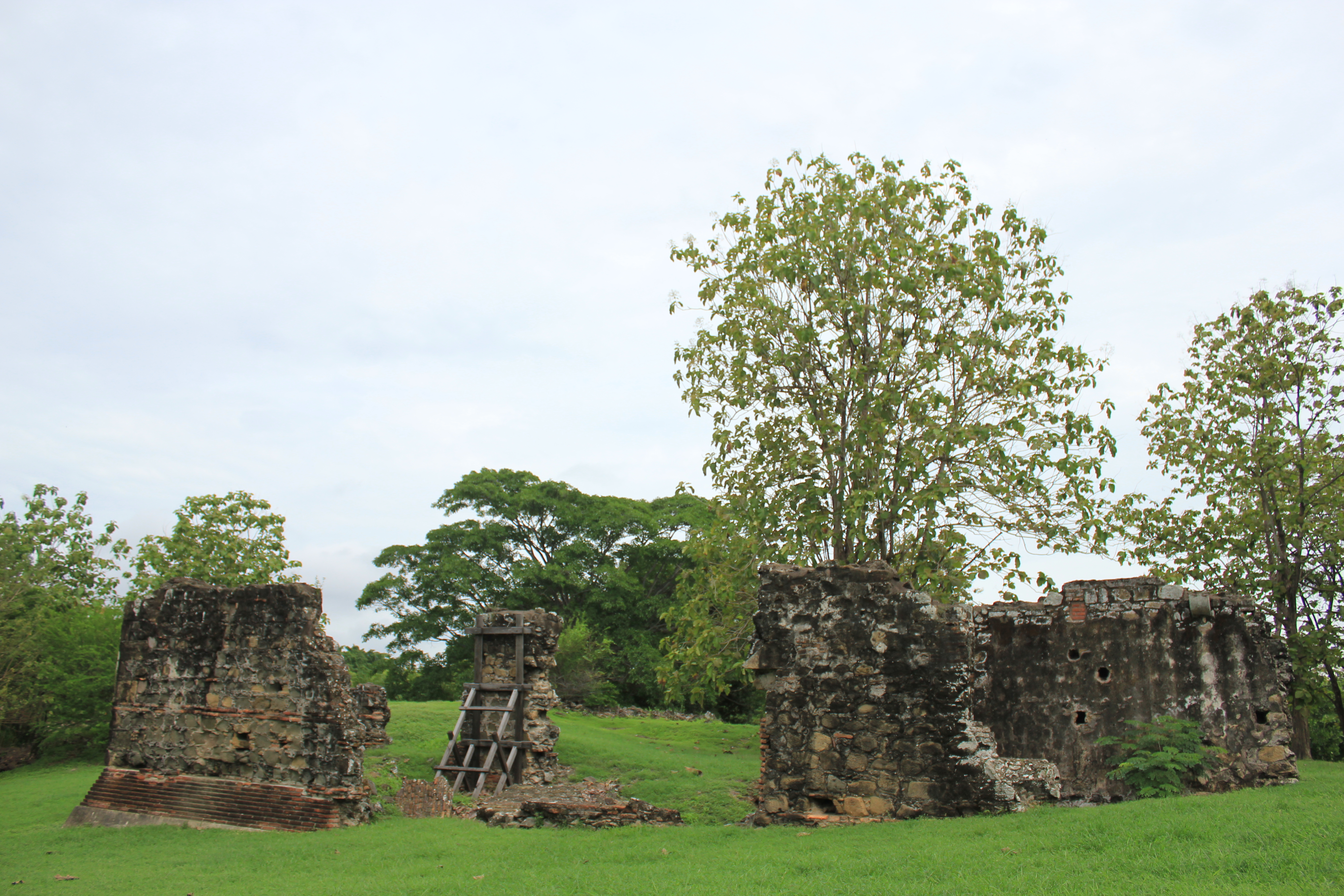
Ruinas de las Casas Reales. Aquí se reunían las dependencias reales de la Corona española.
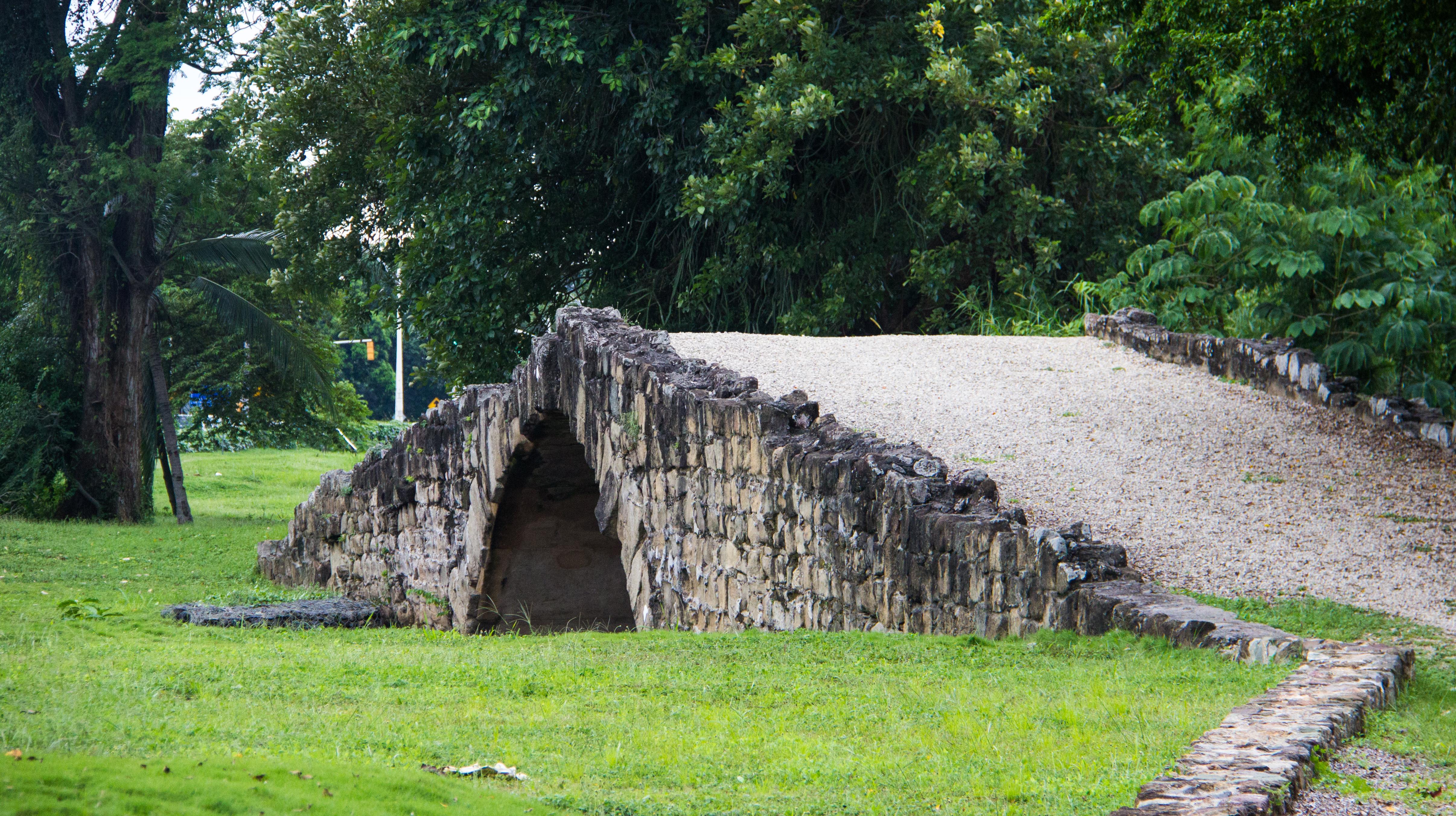
Puente del Rey. Este era el límite norte de la ciudad y cruzaba el Río Abajo.
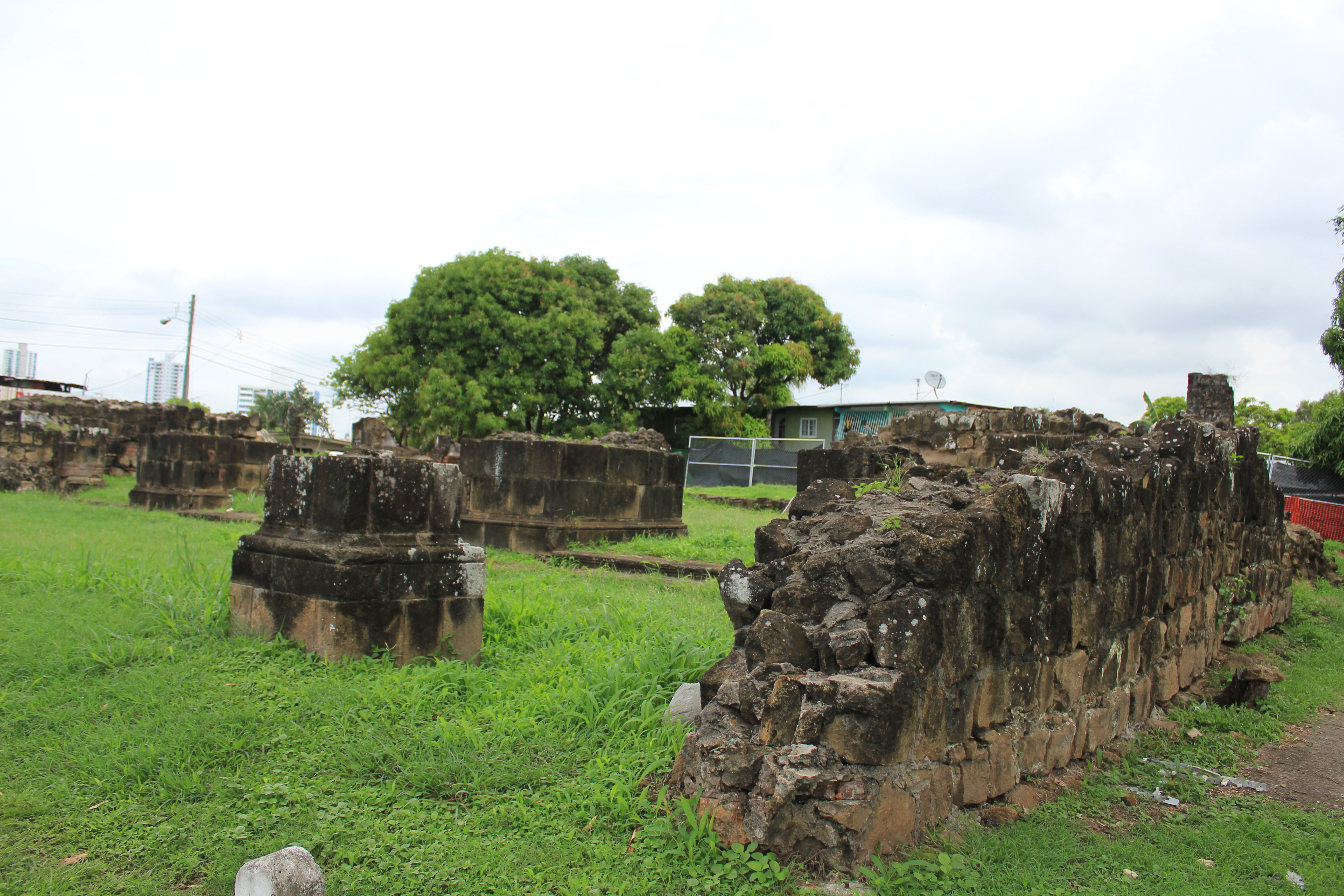
Ruinas del convento de la Merced. Fue uno de los conventos más alejados de la plaza mayor.
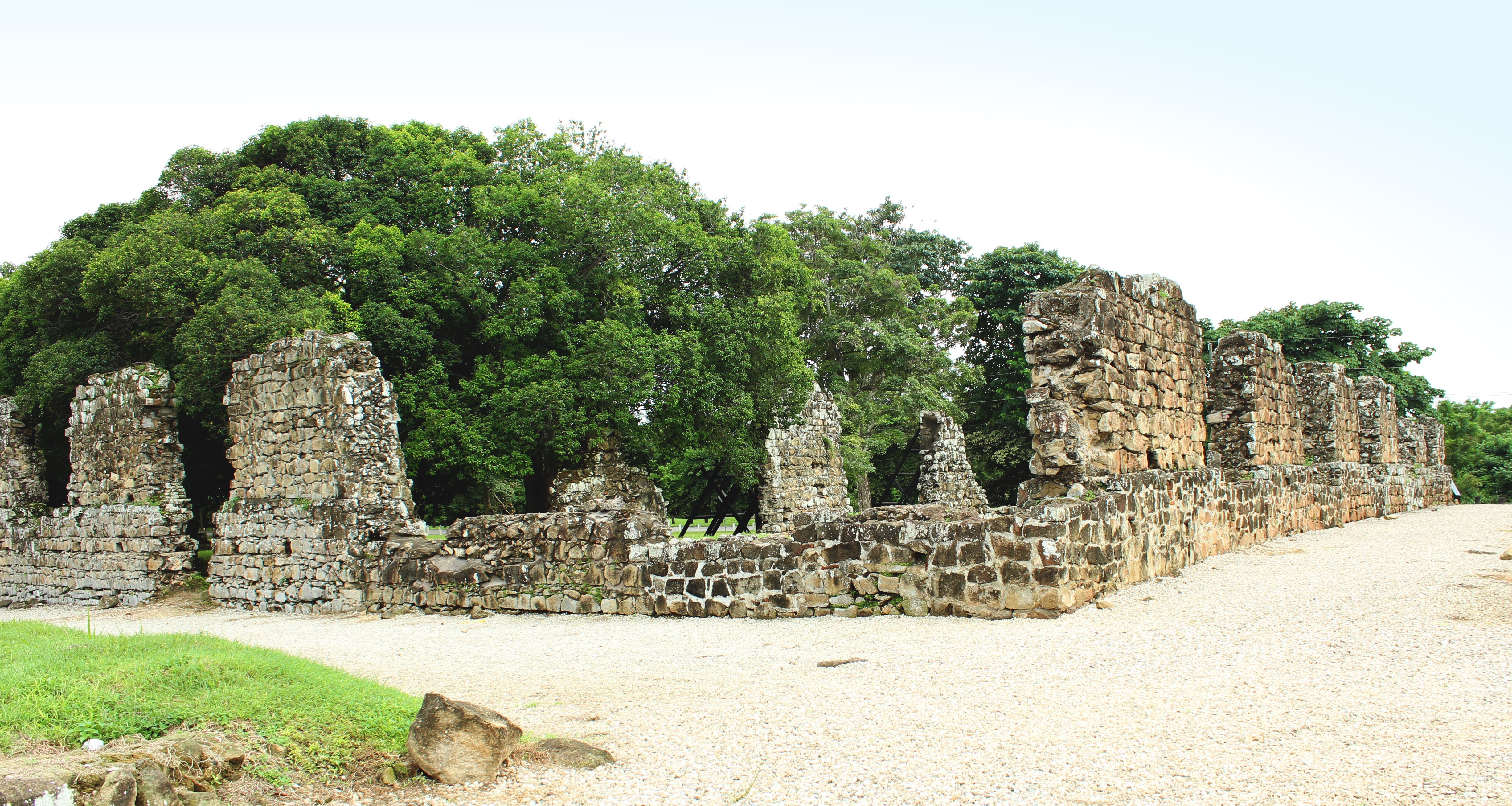
Hospital de San Juan de Dios. En él se atendían a los enfermos.
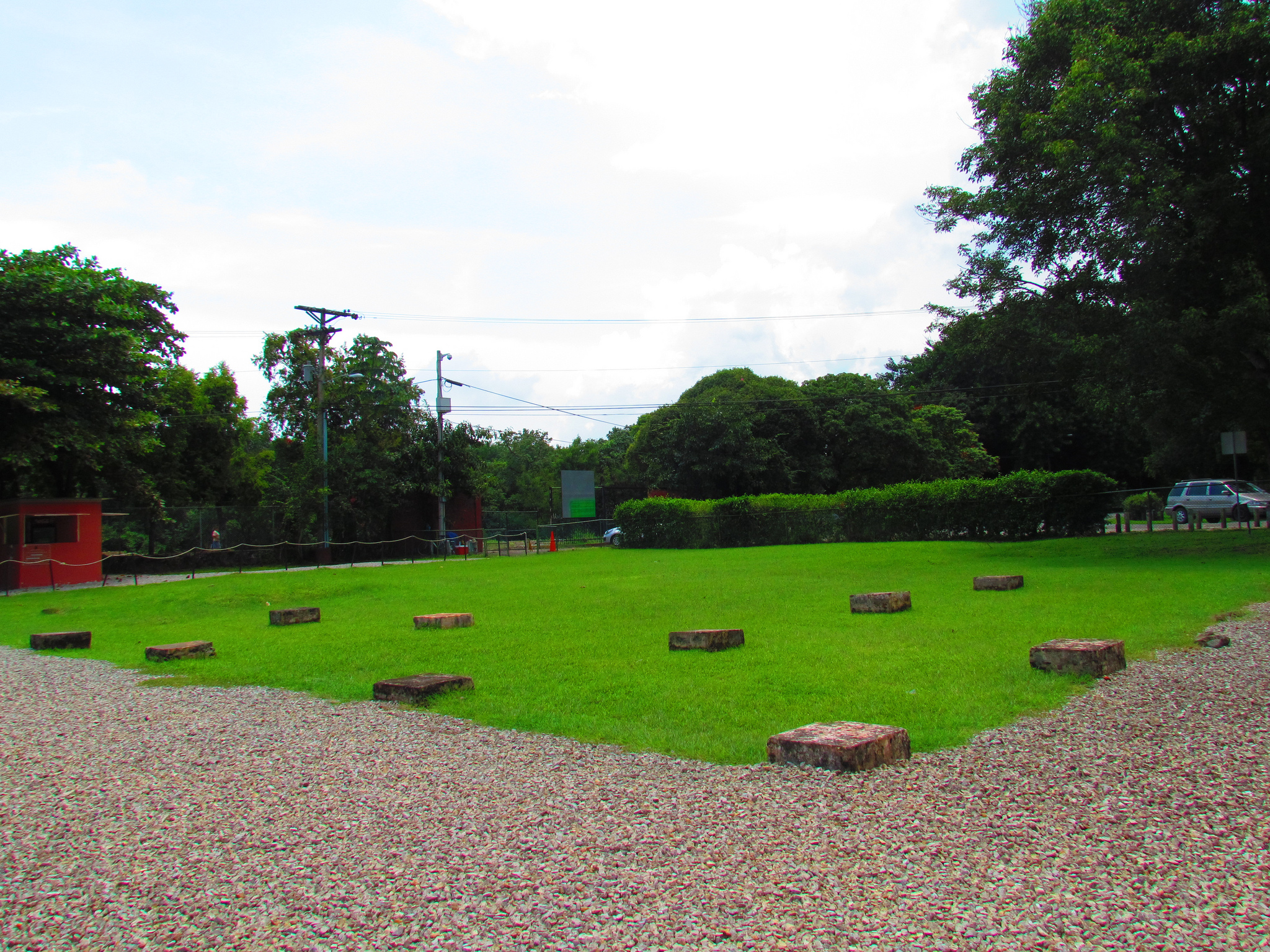
Las Casas Oeste, se encontraban al oeste de la Plaza Mayor.
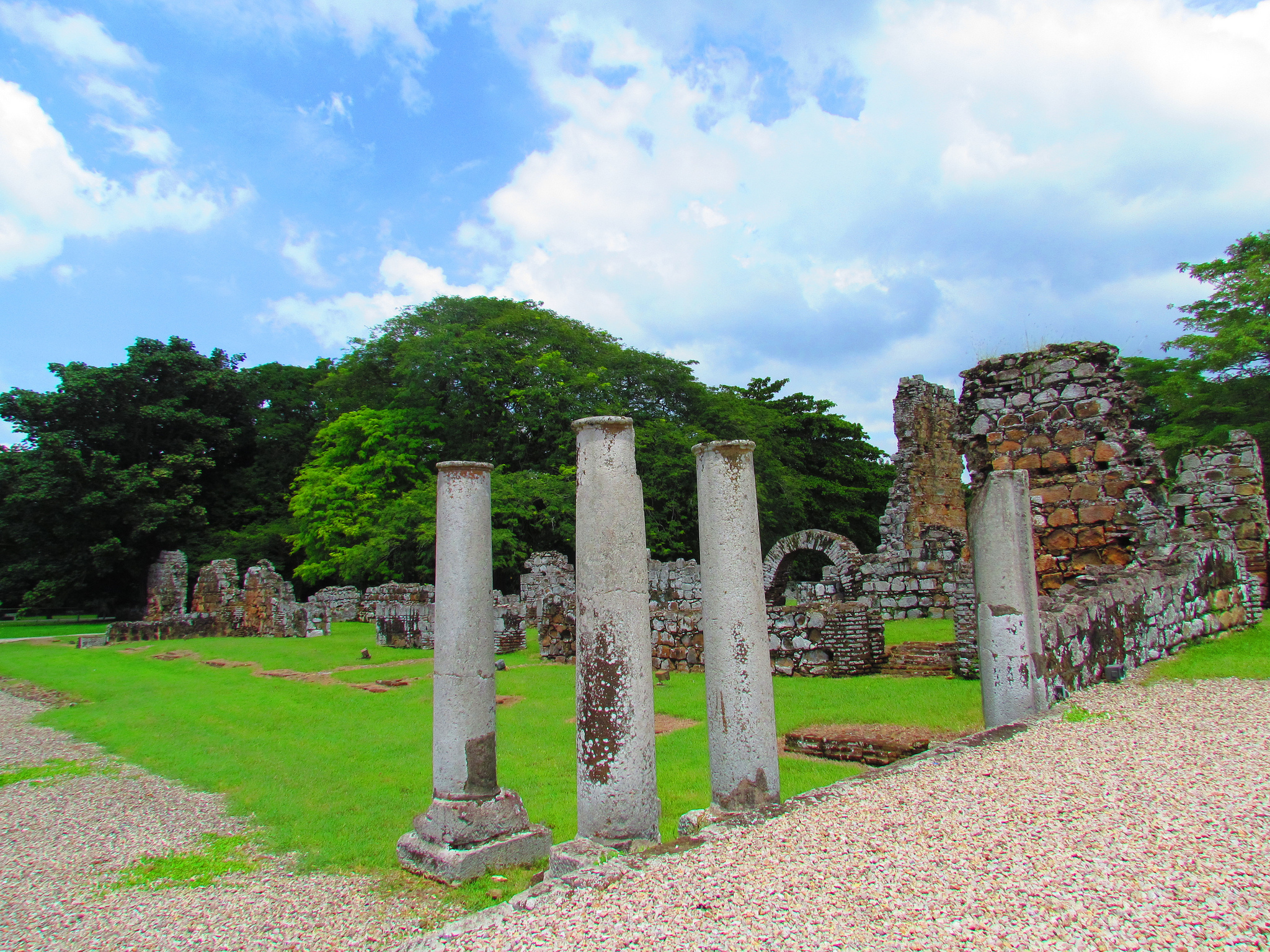
Casa Terrín.
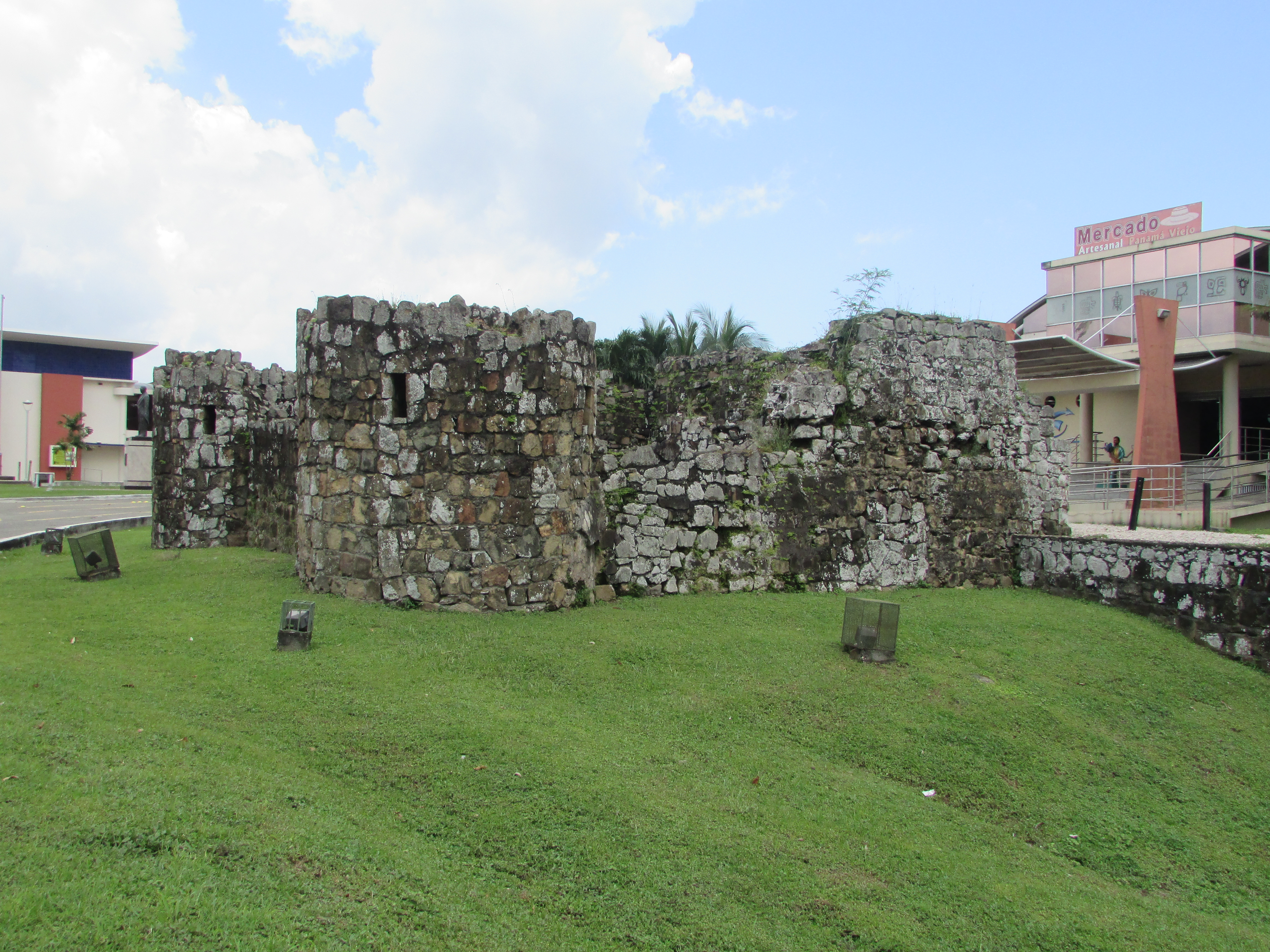
Fortín de la Natividad. Era la principal defensa en el lado oeste de la ciudad.
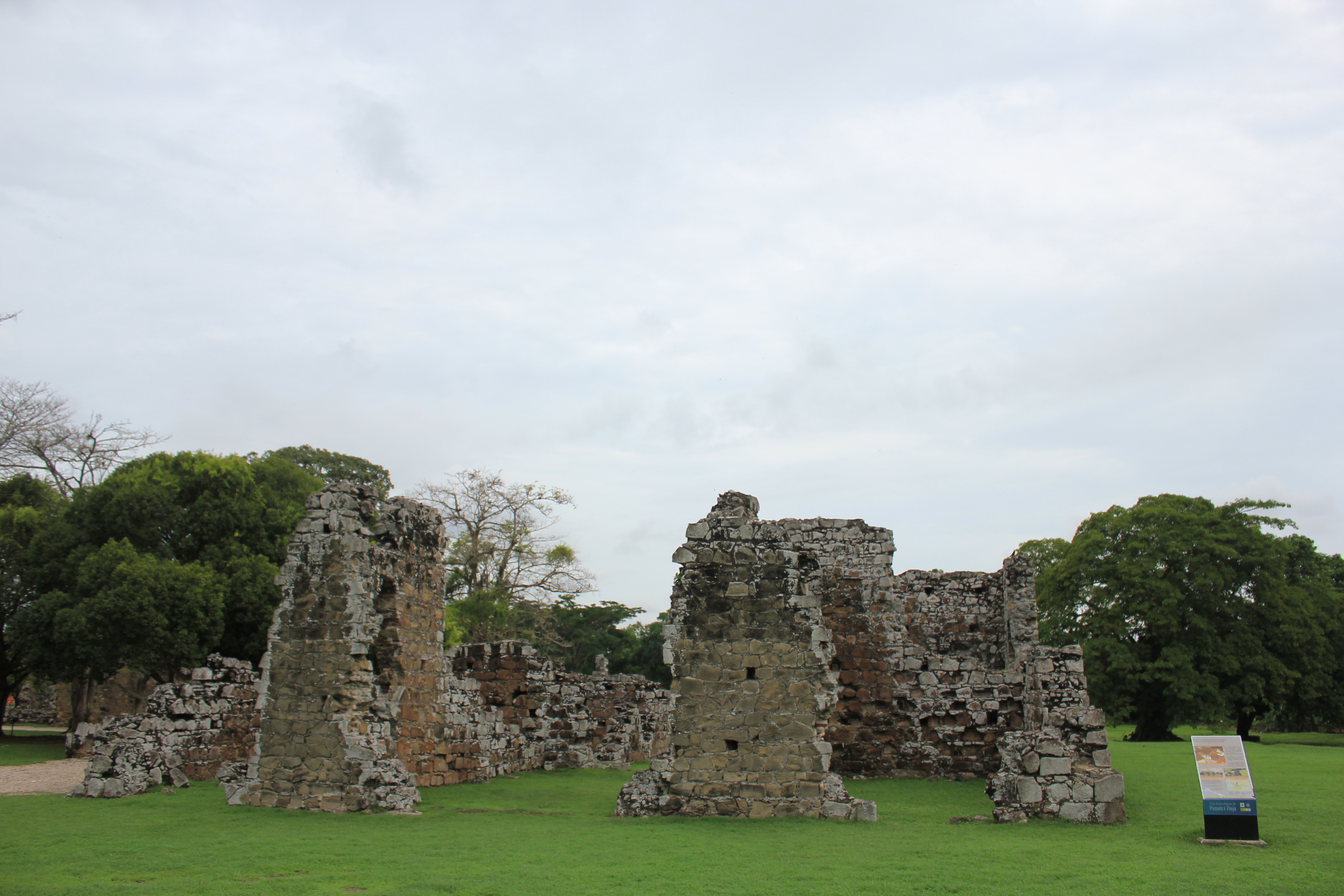
Casa Alarcón. Propiedad de Pedro de Alarcón, fue utilizada como casa de alquiler.
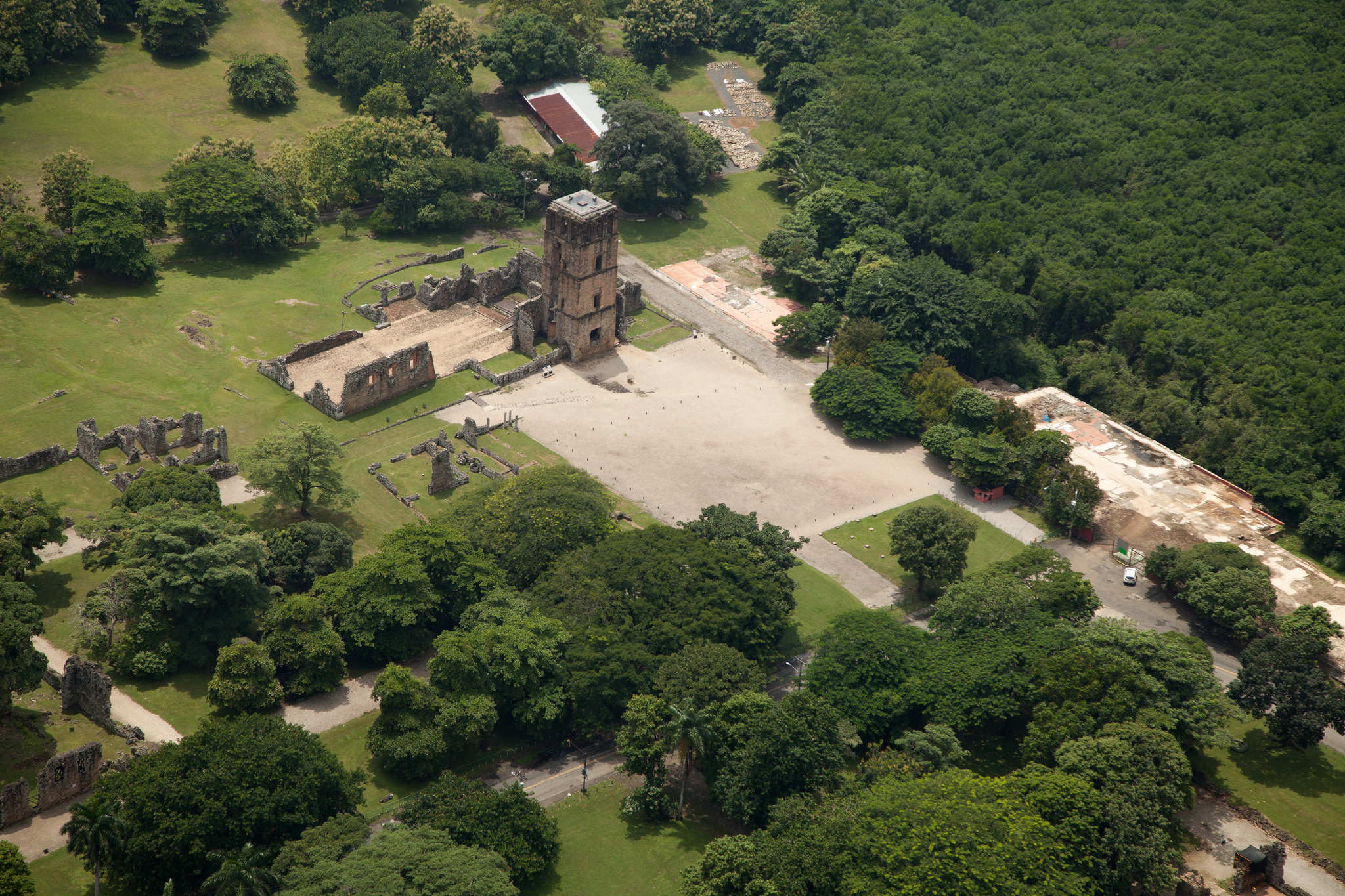
Vista aérea de Panamá Viejo.